# Idiocera mashonensis
Idiocera mashonensis är en tvåvingeart som först beskrevs av Alexander 1959.  Idiocera mashonensis ingår i släktet Idiocera och familjen småharkrankar. Inga underarter finns listade i Catalogue of Life.